# Aethiopia tanganjicae
Aethiopia tanganjicae är en skalbaggsart som beskrevs av Stefan von Breuning 1964. Aethiopia tanganjicae ingår i släktet Aethiopia och familjen långhorningar. Inga underarter finns listade i Catalogue of Life.